# As Everything Unfolds
As Everything Unfolds est un groupe britannique de heavy metal, originaire de High Wycombe, Buckinghamshire, Angleterre.

## Histoire
Le groupe est formé en 2013 en tant que duo acoustique composé d'Alex Paton et du guitariste actuel, Adam Kerr. Leur deuxième EP, Closure, sort en 2018 avec des critiques positives,. En septembre 2020, le groupe signe avec Long Branch Records, une empreinte de SPV Schallplatten. Ils publient leur premier album studio, Within Each Lies The Other, le 26 mars 2021. Le 13 mai 2022, Owen Hill quitte le groupe en bons termes afin de poursuivre de nouveaux objectifs.
En janvier 2023, le groupe annonce que son deuxième album, Ultraviolet, sortira le 21 avril.
Le 30 août 2024, le groupe publie sur ses réseaux sociaux que son batteur Jamie Gower est soudainement décédé, tout en ne précisant pas les causes du décès ni qui reprendrait les baguettes pour la tournée imminente.

## Style musical
Le son du groupe incorpore des éléments de rock alternatif, de post-hardcore et de metal progressif, tandis que le style vocal de la chanteuse Charlie Rolfe a été décrit comme un mélange de Hayley Williams, Amy Lee et  Becca Macintyre,,.

## Discographie

### Albums studio
- 2021 : Within Each Lies the Other
- 2023 : Ultraviolet

### EP
- 2017 : Collide
- 2018 : Closure